# Complesso nebuloso molecolare W51
Il complesso nebuloso molecolare di W51 è un insieme di nubi molecolari giganti e regioni H II visibile nella costellazione dell'Aquila; la sua importanza a livello astronomico è data dal fatto che viene spesso indicato come il punto in cui si origina il Braccio di Orione, distaccandosi dal Braccio del Sagittario.
W51 possiede una struttura molto complessa e costituisce una delle regioni di formazione stellare più estese ed importanti della Via Lattea; essa rappresenterebbe il primo stadio della formazione di una grande associazione OB.

## Osservazione

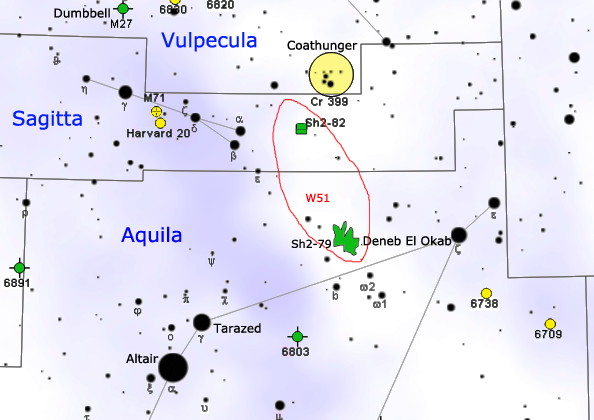
Mappa della regione in cui si trova W51.

W51 si trova in direzione della parte settentrionale della costellazione dell'Aquila, in coincidenza di un tratto della Via Lattea fortemente oscurato dalla presenza di banchi di nubi oscure, qui note col nome di Fenditura dell'Aquila. La grande distanza e l'oscuramento di questa regione galattica fa sì che nessun oggetto associato al complesso sia visibile ad occhio nudo; l'unica componente del complesso individuabile e fotografabile nella banda della luce visibile è la nebulosa diffusa Sh2-79, che pure appare molto debole e difficile da riprendere.
W51 si trova nell'emisfero celeste boreale, ad una declinazione piuttosto bassa, pertanto la sua osservazione e il suo studio sono alla portata di tutti i telescopi della Terra, ad eccezione di quelli situati in Antartide, l'unico continente dove W51 non è mai osservabile; gli osservatori posti nell'emisfero boreale sono comunque più avvantaggiati. Il periodo più indicato per la sua osservazione nel cielo serale è compreso fra i mesi di giugno e novembre.

## Caratteristiche
La regione di W51 rappresenta il primo stadio della formazione di un'associazione OB, com'è indicato dalla presenza di numerose stelle di classe spettrale O situate all'interno di una nube molecolare, le cui emissioni sono ben visibili nelle onde radio; secondo gli scienziati, W51 costituisce in effetti una delle regioni galattiche in cui la formazione stellare è maggiormente attiva ed estesa. Dal momento che le sorgenti attribuite a W51 si trovano in un punto in cui la linea di vista è tangente alla direzione dei bracci di spirale galattici, è difficile stimare l'estensione in profondità della nube molecolare, o se le sorgenti stesse si trovino a distanze differenti ma appaiano vicine solo per un effetto di prospettiva.
L'importanza di W51 è data, oltre dal fatto di essere una delle maggiori regioni di formazione stellare della Via Lattea, anche dal fatto che la sua posizione, secondo alcuni studi coinciderebbe col punto in cui il Braccio del Sagittario si biforca andando a originare il Braccio di Orione, in cui si trova anche il nostro sistema solare. Secondo altri studi invece il complesso W51 appartiene interamente al Braccio del Sagittario, mentre l'origine del Braccio di Orione sarebbe nei pressi della nube NGC 6820, posta più vicina al Sole rispetto a W51.
In base a studi sulla parallasse trigonometrica e sulla velocità radiale di alcuni maser ad acqua e a metanolo, è stato possibile determinare la distanza del complesso W51, in particolare per quanto riguarda la componente W51 IRS2, una delle maggiori sorgenti di radiazione infrarossa della regione; tale distanza è stata indicata come compresa fra 5100 e 5800 parsec.
La massa totale del complesso risulta essere decine di volte superiore rispetto a molti altri complessi ben noti, come la regione di Gemini OB1. Alcune delle componenti nebulose possiedono diverse velocità radiali; in base a ciò è stato possibile individuare alcune componenti nebulose principali, come la stessa nube contenente la sorgente W51 propriamente detta, la cosiddetta "Nube 68km s-1", e la regione H II G49.5-0.4. Le prime due nubi appaiono in collisione fra loro, provocando così intensi fenomeni di formazione stellare, in cui si generano stelle supermassicce.

## Fenomeni di formazione stellare

Le regioni centrali di W51, fortemente oscurate.

La struttura di W51 è articolata in diverse componenti principali, individuate tramite lo studio nelle emissioni nel continuum radio. La componente primaria, W51A, è formata dalle due sorgenti G49.4-0.3 e G49.5-0.4, coincidenti con altrettante regioni H II; la seconda di queste regioni contiene la brillante sorgente infrarossa W51 IRS1 e i maser ad acqua W51Nord, W51Sud e W51MAIN. W51MAIN è una sorgente coincidente con uno dei maser ad acqua più forti della Via Lattea; a causa delle numerose componenti del maser, è possibile determinare con accuratezza la sua distanza, tramite il controllo fra la velocità radiale e il moto proprio delle stesse componenti, e quindi la distanza dell'intera nube ospitante. A questi oggetti si aggiunge la sorgente W51 IRS2, al cui interno si cela un giovane ammasso di sorgenti infrarosse. Il numero totale delle sorgenti identificate in W51A è 116, fra le quali molte sono state individuate alla lunghezza d'onda delle onde radio; tutte queste sorgenti coincidono con oggetti stellari giovani di grande e media massa. Fra queste vi sono 27 maser, di cui 12 al metanolo, 8 a idrossido e 7 ad acqua.
Secondo alcuni studi, i processi di formazione stellare nella regione di W51A paiono essere sequenziali, come è testimoniato dal fatto che le regioni di gas ionizzato costituenti il complesso nebuloso mostrano differenti stadi di evoluzione, mentre le sorgenti infrarosse sembrano aumentare di dimensioni e diminuire in luminosità totale procedendo verso est rispetto a W51 IRS2.
La seconda componente maggiore del complesso è nota come W51B; essa è formata dalle tre sorgenti indicate con le sigle G48.9-0.3, G49.1-0.4 e G49.2-0.4 L'ultima componente, W51C, mostra uno spettro nel continuum non termale e si pensa che coincida con un resto di supernova. L'estremità meridionale del complesso W51 sembra ospitare la quasi totalità delle stelle supermassicce di classe O (giganti e supergiganti blu) immerse nella nebulosità.